# З'єднання K
З'єднання K (англ. Force K) — оперативна група Середземноморського флоту зі складу Королівського військово-морського флоту Великої Британії, що діяла за часів Другої світової війни в акваторії Атлантичного океану та Середземного моря.
З'єднання K першого формування діяло в зоні відповідальності поблизу Західної Африки та Південній Атлантиці, другого та третього формування діяло на Середземноморському театрі війни з базуванням на Мальті.